# Eubalta planiceps
Eubalta planiceps es una especie de arácnido  del orden Opiliones de la familia Gonyleptidae.
Eubalta es monotípica e incluye solamente: Sadocus planiceps (Gervais, 1842) siguiendo a Pessoa-Silva, Hara, Pinto-da-Rocha y Kury. 2020: 58. Un sinónimo subjetivo menor es Eubalta meridionalis (Sørensen, 1902).
Nota: consulte Kury 2020: 20 dio una explicación de la autoría, en otros lugares como "Guérin-Méneville" en Gervais; como "(Guérin-Méneville, 1838)"

## Distribución geográfica
Se encuentra en Chile.